# 斎藤市郎左衛門
斎藤 市郎左衛門（生没年不詳）は、美濃国加治田（現在の岐阜県加茂郡富加町加治田）出身の武将。通称、市右衛門、兵左衛門。斎宮と号す。祖父は斎藤道三、父、斎藤利治、母、佐藤忠能娘・正室院、兄斎藤義興。  

## 生涯
加治田城主である父の利治が本能寺の変で主君信忠を追って討死し、利治の兄利堯も加治田・兼山合戦のしばらく後に病死して、加治田は森長可の領地となり、城も廃城となったため、加治田城出丸である加治田城衣丸（絹丸村）捨堀に利治歴代家臣団（加治田衆）である家老長沼三徳と古参の西村治郎兵衛によって兄義興と共に養われ、成人まで成長した。（母の正室院も保護された）
その後、治郎が亡くなったのち三徳によって出仕を薦め、岐阜城主織田秀信に仕える。
慶長5年8月23日、関ヶ原の戦いの前哨戦の岐阜城の戦い（七曲の戦い）において福島正則・池田輝政部隊と戦う。兄義興、後見役である三徳と共に戦うが、三徳は盾になり戦死する。
義興は負傷し、関(現関市)の梅龍寺で養生後、岐阜城の戦いで直に戦った池田家の任官勧めにより池田輝政に仕えた。
市郎左衛門は敵勢を突破し北山へ逃れ、後に松平直基に仕えた。

## 人物
- 斎藤利治の子の市右衛門は斎宮と号し、斎藤徳元と同一人物との資料もある[4][注釈 1]。